# Moneilema rugosissimum
Moneilema rugosissimum är en skalbaggsart som beskrevs av Thomas Casey 1924. Moneilema rugosissimum ingår i släktet Moneilema och familjen långhorningar. Inga underarter finns listade i Catalogue of Life.